# Eurosonic

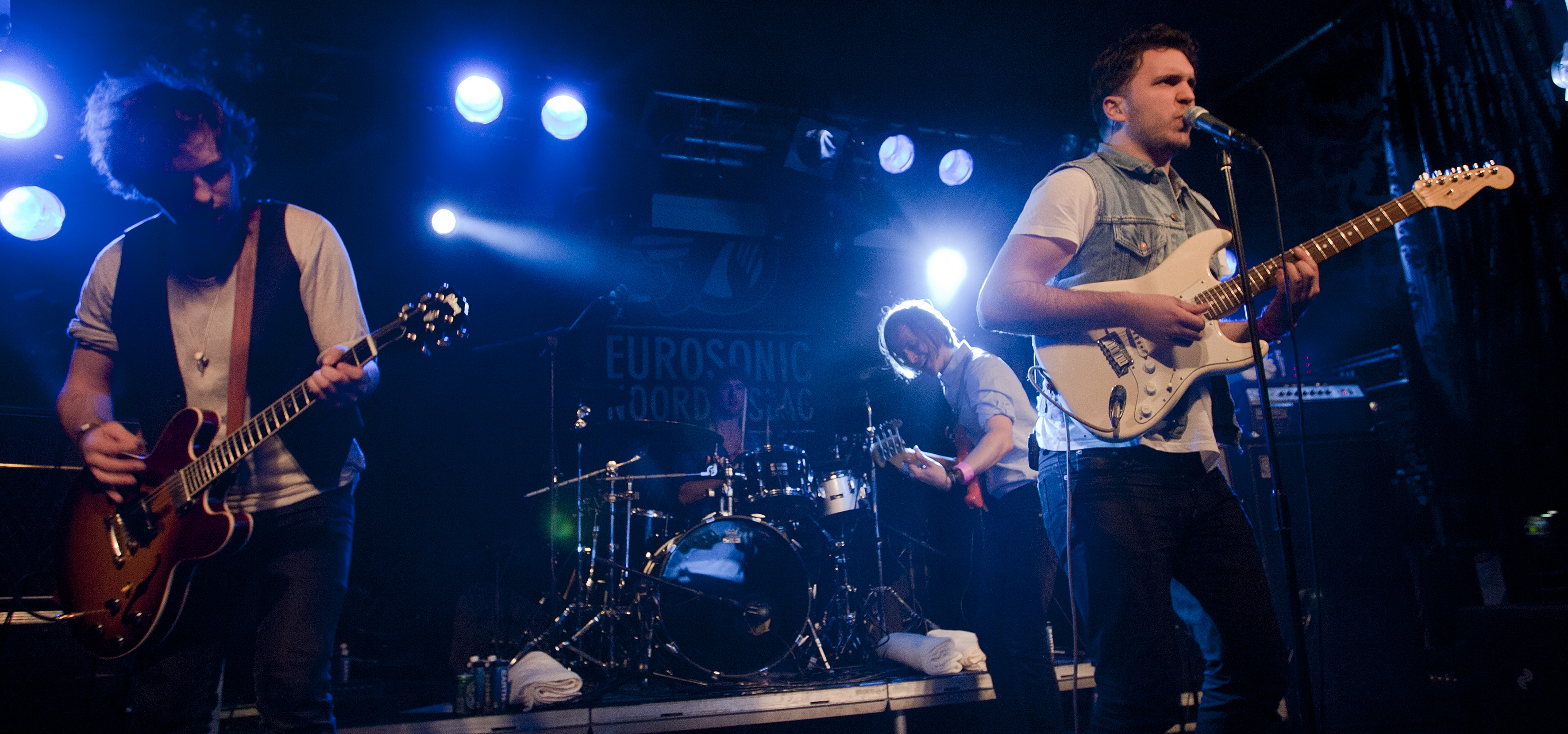
Go Back to the Zoo tijdens Eurosonic 2011

Eurosonic is het grootste showcasefestival van Europa. Dit evenement vindt ieder jaar in januari op de woensdag, donderdag en vrijdag vóór Noorderslag plaats in de Nederlandse stad Groningen.

## Achtergrond
Eurosonic is onderdeel van Eurosonic Noorderslag (The European Music Conference and Showcase Festival). Tijdens het festival treden een kleine 250 bands en acts op, op 36 podia in de Groningse binnenstad.  In tegenstelling tot Noorderslag, het andere festival binnen Eurosonic Noorderslag, treden tijdens Eurosonic artiesten op uit zowel Nederland als uit andere Europese landen. De eerste editie van Eurosonic vond plaats in 1996. Eurosonic wordt georganiseerd door Stichting Noorderslag.

## Edities
| Editie | Jaar | Themaland                | Optredens van o.a. |
| ------ | ---- | ------------------------ | --- |
| 29     | 2023 | Spanje                   | Banji (NL), Jungle by Night (NL), Mazey Haze (NL), MEROL (NL), Naaz (NL), Pieter de Graaf (NL), Robin Kester (NL), Son Mieux (NL), The Jordan (NL), Tramhaus (NL), Feng Suave (NL) |
| 28     | 2022 | Spanje                   | Blanks (NL), Jungle by Night (NL), Paceshifters (NL), Remme (NL), Son Mieux (NL), The Vices (NL), Ladaniva (FR), Puuluup (EE) |
| 27     | 2021 | Europa                   | ADF Samski (NL), Banji (NL), Benny Sings (NL), Bilal Wahib (NL), Blackbird (NL), Blanks (NL), Eefje de Visser (NL), EUT (NL), Froukje (NL), Hang Youth (NL), Isa Zwart (NL), KA (NL), Kevin (NL), LUWTEN (NL), Nana Adjoa (NL), Pieter de Graaf (NL), Qlas & Blacka (NL), Rats on Rafts (NL), Rolf Sanchez (NL), Son Mieux (NL), Sophie Straat (NL), Sor (NL), Tim Dawn (NL), Typhoon x Sven Hammond (NL), Yade Lauren (NL), Yssi SB (NL) |
| 26     | 2020 | Zwitserland              | Ashafar (NL), Benny Sings (NL), Broederliefde (NL), Club Guy & Roni en Slagwerk Den Haag (NL), Davina Michelle (NL), Duncan Laurence (NL), Eefje de Visser (NL), Frenna (NL), Geike Arnaert (NL), Goldband (NL), Gotu Jim (NL), Indian Askin (NL), Joost (NL), Judy Blank (NL), Lionstorm (NL), MEROL (NL), Naaz (NL), Nona (NL), Pip Blom (NL), Roxeanne Hazes (NL), S10 (NL), Snelle (NL), Spinvis (NL), Tabitha (NL), The Homesick (NL), Willie Wartaal (NL) |
| 25     | 2019 | Tsjechië en Slowakije    | Indian Askin (NL), Jett Rebel (NL), Klangstof (NL), San Holo (NL) |
| 24     | 2018 | Denemarken               | DeWolff (NL), Haevn (NL), Milo Meskens (BE), Naaz (NL), Sigrid (NO), Tamino (BE), LUWTEN (NL), Warhola (BE), Yungblud (GB), Afterpartees (NL), Colin Benders (NL), Dermot Kennedy (IE) |
| 23     | 2017 | Portugal                 | Mozes and the Firstborn (NL), Walking on Cars (IE), Bazart (BE), Brutus (BE) |
| 22     | 2016 | Centraal- en Oost-Europa | Jett Rebel (NL), The Common Linnets (NL), Typhoon (NL), Sven Hammond (NL), De Staat (NL), Afterpartees (NL), Álvaro Soler (ES), AURORA (NO), Douglas Firs (BE), Filous (AT), Oscar and the Wolf (BE), Seinabo Sey (SE), John Coffey (NL), Dua Lipa (GB) |
| 21     | 2015 | IJsland                  | Mélanie de Biasio (BE), Acid Arab (FR), Rimer London (NL), Acid Baby Jesus (GR) |
| 20     | 2014 | Oostenrijk               | Hozier (IE) |
| 19     | 2013 | Finland                  | Bastille (GB), Jake Bugg (GB) |
| 18     | 2012 | Ierland                  | DVA (Tsj), Bitches with Wolves, Cashier no9, Fionn Regan, We Cut Corners, Emmet Tinley, Foy Vance, Funeral Suits, God Is an Astronaut, Hello Moon, James Vincent McMorrow, Jape, LaFaro, Lisa Hannigan, Iceage, Yuri Landman Ensemble (NL), Luik (NL), Squarehead, The Cast of Cheers, The Minutes, Pioneers of love (NL), Thread Pulls (IER), Toby Karr, Wallis Bird, Jessie Ware, Automatic Sam, Honey for Petzi, Rocketnumbernine, Thulebasen, The Lanskies, Fuel Fandango, 2:54, Rats on Rafts, Gers Pardoel, Amatorski, Kraantje Pappie, Eefje de Visser, Alamo Race Track, Roosbeef |
| 17     | 2011 | Nederland                | Selah Sue (BE), Balthazar (BE), Crystal Fighters (ES), My Little Cheap Dictaphone (BE), Ginga (AT), James Blake (GB) Kvety (CZ), Vinnie Who (DK), Ben l'Oncle Soul (FR), White Lies (GB), LaBrassBanda (DE), Nils Frahm (DE), Sean Riley & The Slowriders (PT), Junip (SE), Krach (NL), Are You A Lion (NL) |
| 16     | 2010 | Noorwegen                | awkward i (NL), Eklin (NL), the xx (UK), Bettie Serveert (NL), Kleazer (NL) |
| 15     | 2009 | België                   | Alain Clark (NL), Milow (BE), Moke (NL), Novastar (BE), The Subs (BE), Zita Swoon (BE), Pioneers of Love (NL), White Lies (GB) |
| 14     | 2008 | Zweden                   | Sam Bettens (BE), Dez Mona (BE), The Hoosiers (GB), June in December (NL), Stone Gods (GB), The Ting Tings (GB) |
| 13     | 2007 | Italië                   | About (NL), Air Traffic (GB), Alice Rose (DK), The Answer (GB), Daan (BE), Das Pop (BE), Datarock (NO), Digitalism (DE), Enter Shikari (GB), Feverdream (NL), Flux (NL), Gabriel Rios (BE), The Girls (NL), Goose (BE), Green Hornet (NL), Instil (NL), Kraak en Smaak (NL), The Magic Numbers (GB), Ozark Henry (BE), Textures (NL), Van Velzen (NL), zZz (NL) |
| 12     | 2006 | Duitsland                | Animal Alpha (NO), The Answer (GB), Alamo Race Track (NL), Corvus Corax (DE), Dungen (SE), GEM (NL), Infadels (GB), Nosfell (FR), Nouvelle Vague (FR), Ojos de Brujo (ES), Pete Philly & Perquisite (NL), Roosbeef (NL), Wir sind helden (DE) |
| 11     | 2005 | Frankrijk                | Absynthe Minded (BE) , After Forever (NL), Die Apokalyptischen Reiter (DE), Gabriel Rios (BE), Alamo Race Track (NL), Johan (Nl), Stijn (BE), The Subways (GB), Triggerfinger (BE) |
| 10     | 2004 |                          | Admiral Freebee (BE), Seeed (DE), Green Lizard (NL), Mintzkov Luna (BE) |
| 9      | 2003 |                          | An Pierlé (BE), Audiotransparent (NL), Bettie Serveert (NL), Caesar (NL), De Heideroosjes (NL), C-Mon & Kypski (NL), Laidback Luke (NL), Dreadlock Pussy (NL), Erlend Øye (NO), Johan (NL), Kaizers Orchestra (NO), Mando Diao (SE), Ska-P (ES), The Apers (NL), The Libertines (GB), The Raveonettes (DK), The Shavers (NL) |
| 8      | 2002 |                          | 16Down (NL), Aereogramme (GB), Alamo Race Track (NL), Daryll-Ann (NL), DI-RECT (NL), Krezip (NL), Lawn (NL), Millionaire (BE), Rapalje (NL), Saybia (DK), Twarres (NL), The Dollybirds (NL) |
| 7      | 2001 |                          | Das Pop (BE), Hooverphonic (BE), Kings of Convenience (NO), Meindert Talma (NL), Novastar (BE) |
| 6      | 2000 |                          | Daryll-Ann (NL), Def Rhymz (NL), Henk Westbroek (NL), Is Ook Schitterend (NL), Lawn (NL) |
| 5      | 1999 |                          | Gluecifer (NO), Janez Detd. (BE), Meindert Talma & The Negroes (NL), Ozark Henry (BE), Slagerij van Kampen (NL) |
| 4      | 1998 |                          | An Pierlé (BE), Meindert Talma & The Negroes (NL), Is Ook Schitterend (NL) |
| 3      | 1997 |                          | |
| 2      | 1996 |                          | De Jazzpolitie (NL), Tiedo en Plan K. (NL) |